# Filmstaden Vällingby

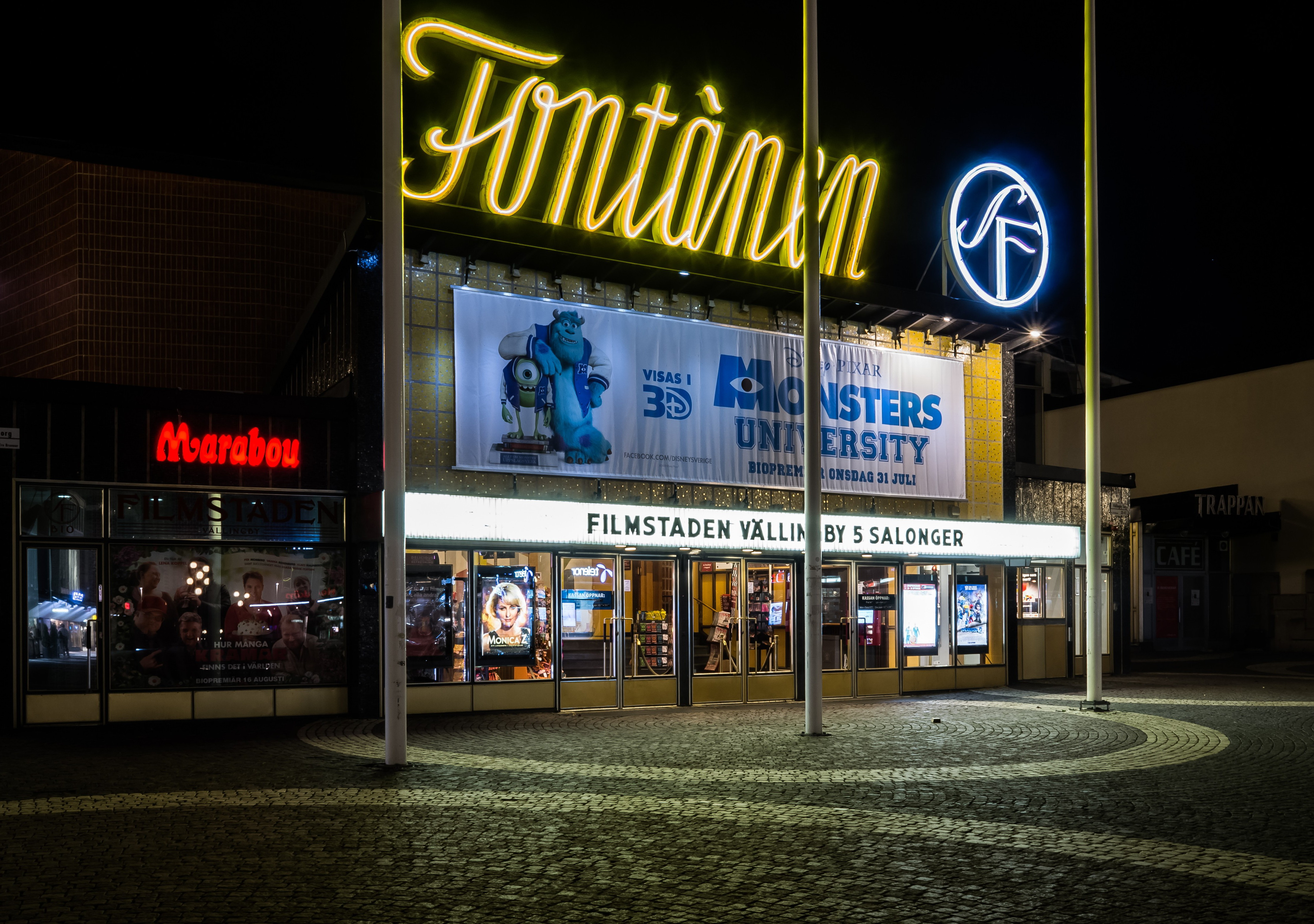
Fontänens belönade neonskylt, 2013.

Filmstaden Vällingby (Fontänen) är en biograf i Filmstadens regi som ligger i Vällingby centrum, Stockholm.

## Historik

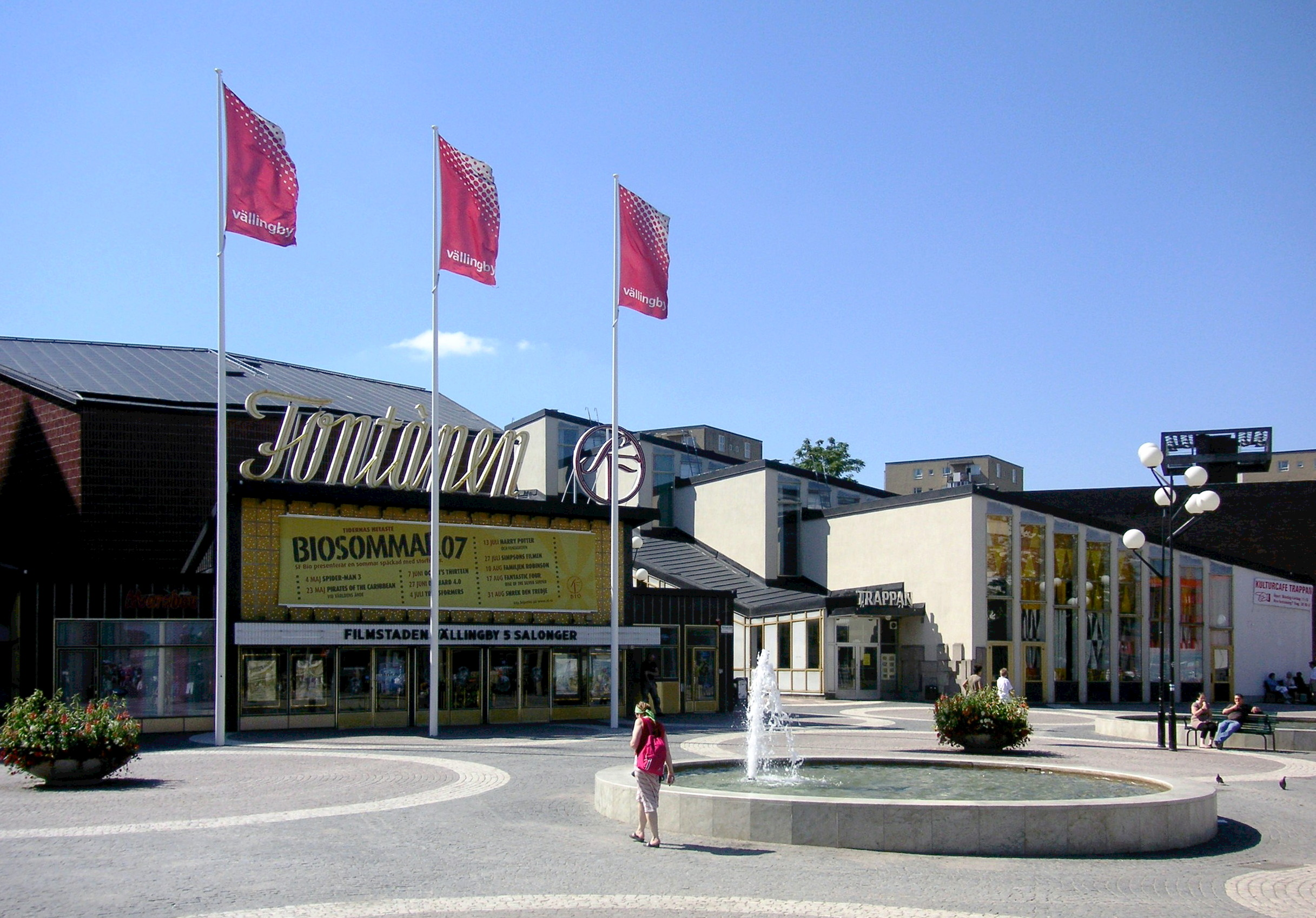
Biografen med fontänen, 2007.

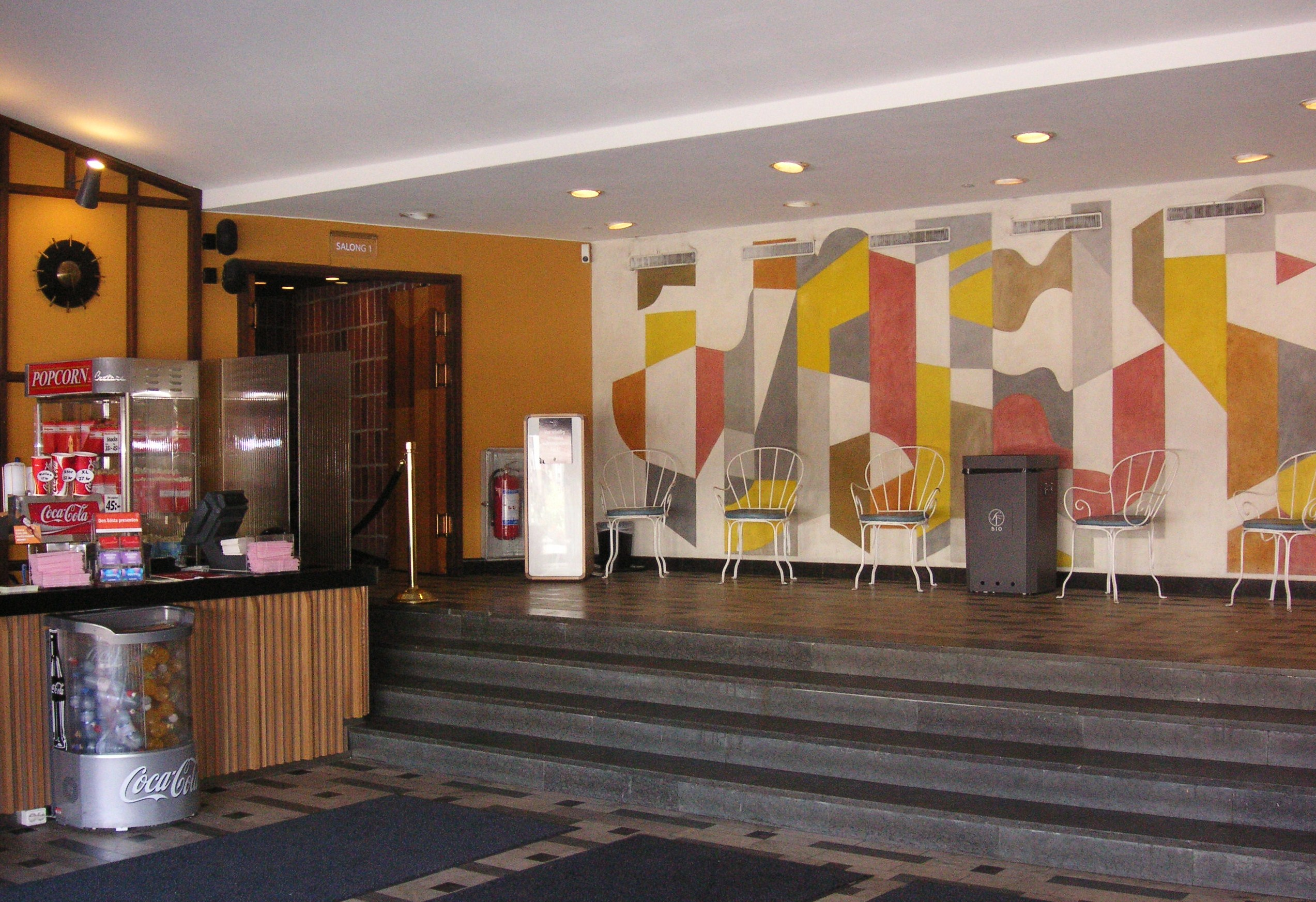
Entréhallens väggdekorationer

Biografen öppnades 1956 som "Fontänen" och är byggd efter arkitektföretaget Backström & Reinius ritningar. Satsningen på en egen biograf i den nyuppförda stadsdelen var en viktig detalj i Vällingbys stadsplanekoncept, den så kallade ABC-staden. Vällingby skulle vara självförsörjande med arbete, bostad och centrum, där ingick även förströelse och underhållning i en egen biograf.
Namnet fick biografen efter de fontäner som finns mitt på torget framför. Byggnaden ligger i en sluttning mot centrumanläggningen. Entréhallens väggar är målade i abstrakta figurer och väggarna i salongen är klädda med bokpanel. Fåtöljernas klädsel var ursprungligen apelsinfärgad. Antal platser var 502. 
"Fontänen" lanserades av SF som premiärbiograf och hade gemensamma premiärer med biograferna i Stockholms innerstad. Under 1960-talet blev dock premiärerna allt färre och "Fontänen" förvandlades till en vanlig förortsbiograf.
Biografen byggdes om och ut 2005 till 2006 under renoveringen av Vällingby centrum och drivs sedan dess av SF Bio. Den är numera en unik biograf, där all 1950-talsarkitektur har bevarats och renoverats. Filmstaden Vällingby har i idag fem salonger, dels den ursprungliga biografen med sin stora salong (en av de två byggnadsminnesförklarade biografer i Stockholm, som fortfarande är i drift), dels fyra salonger nedsprängda under torget med ingång från den ursprungliga foajén.

## Lysande skylt
Fontänens klassiska neonskylt vann utmärkelsen Lysande skylt 2016. Juryns motivering löd: Guldgult och vitt lyser Fontänen sedan 1956. Då Fontänen invigdes var ljusskyltens design modern, med skrivstil och bokstäverna o n t ä n e och n djärvt uppdragna till samma höjd som F.